# Индрехтах мак Муйредайг
Индрехтах мак Муйредайг (др.‑ирл. Indrechtach mac Muiredaig; умер в 723) — король Коннахта (707—723) из рода Уи Бриуйн.

## Биография
Индрехтах был одним из сыновей правителя Коннахта Муйредаха Муллетана, умершего в 702 году, и Кат из племени Корко Куллу. Он принадлежал к септу Сил Муйредайг, одной из частей Уи Бриуйн Ай. Земли Уи Бриуйн находились на равнине Маг Ай, располагаясь вокруг древне-ирландского комплекса Круахан.
Индрехтах мак Муйредайг получил власть над Коннахтом в 707 году, после того как в результате вторжения войска Северных Уи Нейллов погиб его предшественник, король Индрехтах мак Дунхадо. Список коннахтских монархов, сохранившийся в трактате «Laud Synchronisms», правильно сообщает о том, что Индрехтах правил шестнадцать лет, однако ошибочно указывает, что этот монарх правил между Домналлом мак Катайлом и Аэдом Балбом. «Хроника скоттов» также упоминает о короле Коннахта Домналле мак Катайле и сообщает о его смерти в 715 году. В списке коннахтских монархов из «Лейнстерской книги» Индрехтах назван только сокоролём, правившим одновременно с Домналлом, которому отводится два года властвования.
В правление Индрехтаха мак Муйредайга произошло усиление влияния рода Уи Бриуйн, ставшего наиболее влиятельной силой в Коннахте. Это процесс сопровождался подчинением мелких коннахтских племён власти Уи Бриуйн. По свидетельству ирландских анналов, в 721 году коннахтцы одержали победу над проживавшим в Томонде племенем Корко Байскинн. В одном из посвящённых Индрехтаху стихотворений он назван «воюющим в дальних пределах, с могучими подвигами», «высочайшим воителем» и «прекрасным волком [среди] множества псов».
Индрехтах мак Муйредайг скончался в 723 году во время паломничества в Клонмакнойс, с которым его семья имела тесные и взаимовыгодные связи. Его преемником на престоле Коннахта был Домналл мак Келлайг.
Сыновьями Индрехтаха мак Муйредайга были Аэд Балб, Муйредах (погиб в 732 году), Тагд и Мургал. Из них первый, также как и отец, владел престолом Коннахта. По свидетельству трактата XII века «Banshenchas» («О известных женщинах»), Медб, дочь Индрехтаха, была супругой верховного короля Ирландии Аэда Посвящённого и матерью Ниалла Калле.